# Экзотика (фильм)
«Экзотика» — канадский кинофильм. Приз Международной федерации кинопрессы на Каннском кинофестивале 1994 года.

## Сюжет
История событий в фильме изложена не в хронологическом порядке, так что разгадка  интриги обнаруживается, как и положено, лишь в конце.
Все персонажи фильма так или иначе связаны с вымышленным ночным стриптиз-клубом «Экзотика» в Торонто.
Кристина (Миа Киршнер) — экзотическая танцовщица в клубе, принадлежащем Зои (Арсинэ Ханджян). Эрик (Элиас Котеас) — диджей клуба, любовник Зои и бывший приятель Кристины. Фрэнсис (Брюс Гринвуд) — клиент, который заходит в клуб каждую ночь и заказывает Кристину, одетую в форму школьницы, на приватный танец, что, кажется, вызывает ревность Эрика.
В своей профессиональной деятельности Фрэнсис —  налоговый аудитор  Министерства доходов Канады. Другой персонаж фильма, Томас (Дон Маккеллар) — гей, владелец магазина домашних животных. Фрэнсис проводит в его магазине ревизию бухгалтерской отчётности, так как подозревает Томаса в получении прибыли от незаконного импорта редких видов птиц на сумму порядка 200 000 долларов в год.
В какой-то момент Фрэнсиса исключают из клуба: Эрик обвиняет его в том, что он якобы трогал Кристину во время приватного танца (что противоречит правилам клуба). В то же время Фрэнсис обнаруживает незаконную деятельность в финансовых отчётах Томаса  и принуждает его к конфликту с Эриком. В конце концов становится понятно, что одержимость Фрэнсиса Кристиной имеет более глубокие корни, чем это кажется вначале. Финальная сцена фильма, показывающая события, случившиеся за много лет до того, кардинально изменяет зрительскую оценку происходящего и характеров героев, особенно Кристины.

## В ролях
- Элиас Котеас — Эрик
- Брюс Гринвуд — Фрэнсис Браун
- Миа Киршнер — Кристина
- Дон МакКеллар — Томас Пинто
- Арсинэ Ханджян — Зои
- Сара Полли — Трэйси Браун
- Виктор Гарбер — Гарольд Браун